# Flashback
A flashback az LSD (lizergsav-dietilamid) nevű kábítószer egyik veszélyes mellékhatása. Az LSD használata során átélt trip (pszichedelikus utazás) későbbi megismétlődését jelenti (használat nélkül), véletlenszerű időpontban. Bármikor előfordulhat, a szer használata után néhány nappal vagy akár évekkel később is.
Hatása általában jóval gyengébb mint maga a trip, érzelmi hullámzás, egyensúlyzavar lép fel, illetve az érzékelés megváltozik. A valóság elmosódik, esetleg megszűnik, álomszerű állapotba kerül az átélő. Ugyanakkor előfordulhat az is, hogy a trip teljes intenzitásában megismétlődik.